# UFC 186
UFC 186：约翰逊对堀口（UFC 186: Johnson vs. Horiguchi）是终极格斗冠军赛（UFC）主办的一场综合格斗赛事，于2015年4月25日在加拿大蒙特利尔的贝尔中心举行。

## 结果
1. ↑  UFC蝇量级冠军战